# Teilnehmer (Strafrecht)
Als Teilnahme werden im deutschen Strafrecht die Begehungsformen der Anstiftung (§ 26 StGB) und der Beihilfe (§ 27 StGB) an der Haupttat bezeichnet. Teilnahme ist neben der Täterschaft eine Form der Beteiligung im Strafrecht.
Im Gegensatz zum Mittäter macht sich der Teilnehmer strafbar, weil er an einer für ihn fremden Tat mitwirkt. Der Unwert der Teilnahme basiert vor allem auf dem Unwert der Haupttat. Darüber hinaus wird zum Teil aber auch vertreten, ihr liege ein eigener Unwert zugrunde. 
Die Teilnahme an einer vorsätzlichen und rechtswidrigen Tat ist zu dieser akzessorisch. Nur wenn also eine rechtswidrige Haupttat vorliegt, kommt eine strafbare Teilnahme daran in Betracht. Irrelevant für die Strafbarkeit des Teilnehmers hingegen ist die Schuld des Täters. Die Teilnahme ist somit auch bei fehlender oder eingeschränkter Schuld des Haupttäters strafbar. Die Akzessorietät der Teilnahme wird jedoch im Rahmen des § 28 StGB eingeschränkt (limitierte Akzessorietät). Demnach führen nämlich strafbarkeitsbegründende persönliche Merkmale, die beim Teilnehmer fehlen, zu einer obligatorischen Strafmilderung nach § 49 Abs. 1 StGB; strafschärfende, strafmildernde oder strafausschließende persönliche Merkmale gelten nur für denjenigen Täter oder Teilnehmer, bei dem sie vorliegen.
Wegen des eindeutigen Gesetzeswortlauts kommt Teilnahme nur an vorsätzlichen, nicht aber an fahrlässigen Straftaten in Betracht. Im Bereich der Fahrlässigkeitsdelikte gilt der Einheitstäterbegriff.
Während der Anstifter nach § 26 StGB grundsätzlich wie ein Täter bestraft wird (Ausnahme gegebenenfalls im Rahmen des § 28 StGB), genießt der Gehilfe nach § 27 Abs. 1 StGB das Privileg der Strafmilderung nach § 49 Abs. 1 StGB.